# Взаимодействие лекарственных средств

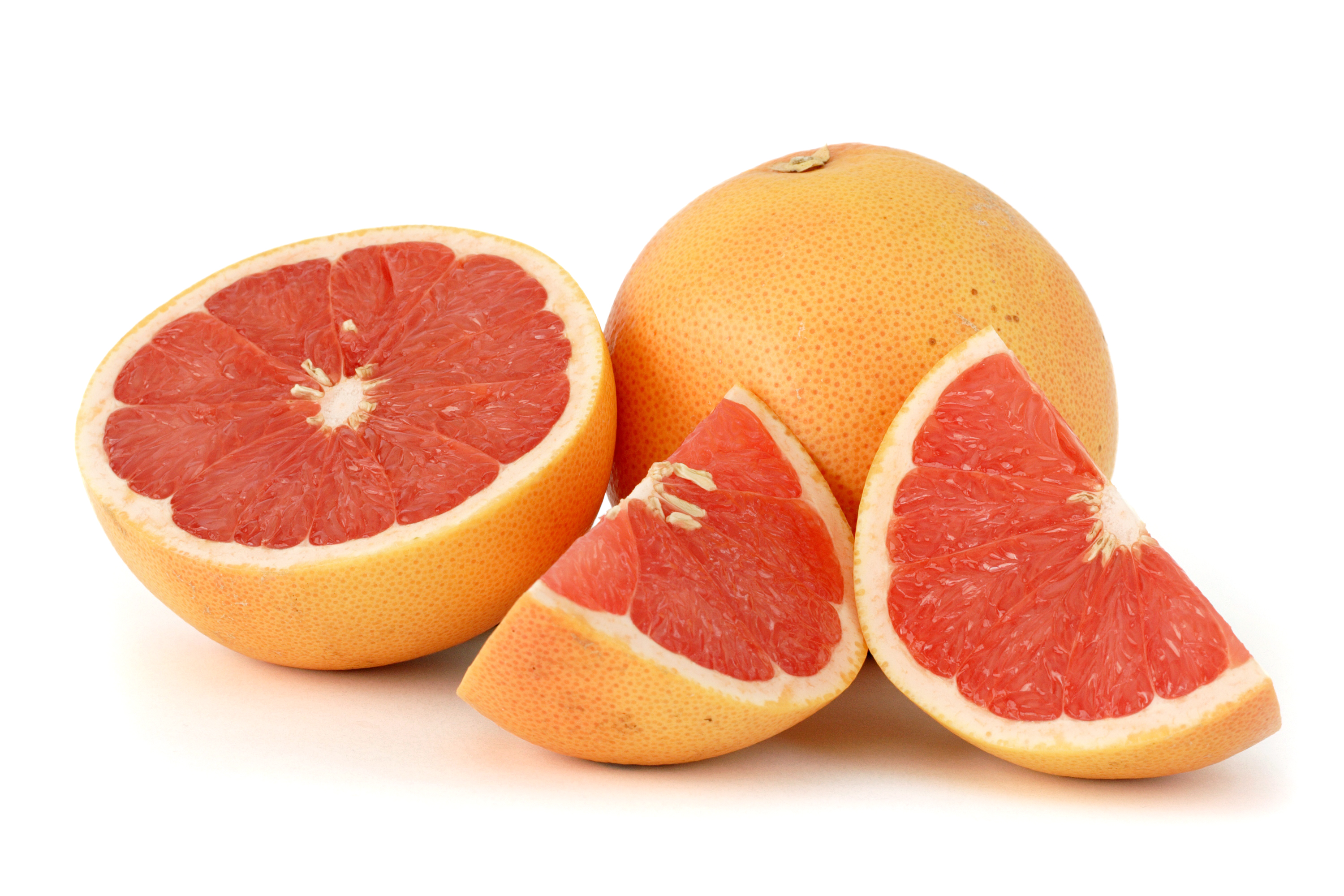
Грейпфрутовый сок может действовать как ингибитор ферментов, влияя на метаболизм лекарственных препаратов

Взаимодействие лекарственных средств— количественное или качественное изменение эффектов, вызываемых лекарственными средствами при одновременном или последовательном применении двух и более препаратов. Взаимодействие также возникает в случае, когда на механизм действия лекарственного препарата влияет совместный прием пищи, напитков или других препаратов. Известным примером взаимодействия лекарственных средств и пищевых продуктов является влияние грейпфрута на метаболизм лекарств.

## Общие сведения
Взаимодействие может происходить путем одновременного воздействия на рецепторы, прямо или косвенно. Например, как золпидем, так и алкоголь воздействуют на ГАМКА-рецепторы, и их одновременное употребление приводит к чрезмерной стимуляции рецепторов, что может привести к потере сознания. Когда два препарата влияют друг на друга, это называется межлекарственным взаимодействием. Риск межлекарственного взаимодействия возрастает с увеличением количества принимаемых лекарств.
Значительная часть пожилых людей регулярно принимает пять или более лекарственных препаратов и пищевых добавок, что увеличивает риск возникновения побочных эффектов от взаимодействия с другими лекарственными средствами.

## Фармацевтическое взаимодействие
Этот тип взаимодействия происходит вне организма, то есть на стадии приготовления, хранения или смешивания препаратов перед внутривенной инъекцией; например, смешивание тиопентона и сукцинилхолина может привести к осаждению тиопентона;
.
На этапах приготовления и хранения комбинированных лекарственных препаратов, а также при смешивании лекарственных средств в одном шприце могут возникнуть изменения, которые делают препарат непригодным для использования. При этом активность компонентов смеси снижается или исчезает, либо появляются новые свойства, иногда токсические.
Фармацевтическая несовместимость может быть:
- химической,
- физической,
- физико-химической.

## Фармакологическое взаимодействие
При этом типе взаимодействия введенные в организм лекарственные вещества изменяют фармакодинамику и / или фармакокинетику друг друга.

### Фармакодинамические взаимодействия

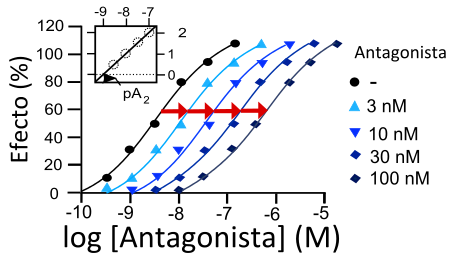
Эффекты конкурентного ингибирования агониста при увеличении концентрации антагониста. На эффективность лекарственного средства может влиять наличие антагонистического взаимодействия (кривая реакции смещена вправо)

Фармакодинамические взаимодействия происходят на биохимическом уровне и зависят главным образом от биологических процессов в организме. Эти взаимодействия возникают из-за воздействия на одни и те же мишени, например на один и тот же рецептор или сигнальный путь.
Различают два основных вида фармакодинамических взаимодействий:
- синергизм (от греч. synergos— syn ‘вместе’ и ergos ‘действующий, действие’), когда сочетание препаратов усиливает конечный эффект, или
- антагонизм (от греч. antagonisma ‘спор, борьба’), когда один препарат в той или иной степени уменьшает эффект другого[5].

Фармакодинамические взаимодействия могут происходить в результате действия на рецепторы. Такие взаимодействия могут быть прямыми, если оба лекарственных препарата действуют на один и тот же рецептор, и косвенными, если имеют разную локализацию действия.
Гомодинамические (прямые) эффекты проявляют лекарственные средства, которые действуют как:
- чистые агонисты, соединяются с основным участком (или сайтом связывания) рецептора, вызывая эффект, аналогичный эффекту основного лекарственного средства;
- частичные агонисты, если при связывании с вторичным участком рецептора они оказывают тот же эффект, что и основное лекарственное средство, но с меньшей интенсивностью;
- антагонисты, если они связываются с основным участком рецептора, но их действие противоположно действию основного лекарственного средства.

Антагонизм может быть конкурентным, при этом вещества конкурируют за место связывания с рецептором, и неконкурентным, когда антагонист необратимо связывается с рецептором.
Лекарственные средства можно считать гетеродинамическими (косвенного действия), если они воздействуют на разные рецепторы со сходными сигнальными путями.
Фармакодинамическое взаимодействие может также происходить через механизмы передачи сигналов. Например, низкий уровень глюкозы в крови может вызывать выделение катехоламинов, что приводит к активации механизмов регуляции уровня сахара. При одновременном приеме инсулина, снижающего уровень глюкозы, и бета-адреноблокаторов, чувствительность организма к инсулину уменьшается.

### Фармакокинетические взаимодействия
Фармакокинетика изучает действие организма на лекарственные средства, включая такие процессы, как всасывание, распределение, метаболизм и выведение. Влияние различных факторов на эти процессы, в том числе лекарственные взаимодействия, могут привести к изменению эффективности и безопасности лекарственных средств вследствие увеличения или уменьшения биодоступности препарата.

### Всасывание
Препараты, влияющие на перистальтику кишечника, могут влиять на концентрацию других принимаемых лекарств. Например, прокинетики усиливают перистальтику кишечника, что может ускорить прохождение другого лекарства через ЖКТ, снижая его всасывание.
Изменение рН также может влиять на всасывание других лекарств. Лекарственные средства могут присутствовать в ионизированной или неионизированной форме в зависимости от pKa, нейтральные соединения обычно лучше проникают через мембраны клеток. Такие лекарства, как антациды, могут повышать рН и препятствовать всасыванию других лекарственных средств, таких как залцитабин, типранавир и ампренавир. Но встречается и обратное, например антацид циметидин стимулирует всасывание диданозина. В некоторых источниках сообщается, что между приемом двух препаратов необходим промежуток в два-четыре часа, чтобы избежать взаимодействия.
Такие факторы, как пища с высоким содержанием жира, также могут изменять растворимость лекарств и влиять на их всасывание, например совместный прием пероральных антикоагулянтов и авокадо. Комплексообразование может происходить в результате хелатирования. Катионы могут затруднять всасывание определённых лекарств, например, не рекомендуется прием тетрациклинов или фторхинолонов и молочных продуктов из-за образования невсасывающихся комплексов с кальцием. Некоторые лекарственные средства, такие как сукральфат, связываются с белками, особенно если они обладают высокой биодоступностью. По этой причине их применение противопоказано при энтеральном питании.
Некоторые лекарственные препараты влияют на всасывание, воздействуя на Р-гликопротеин энтероцитов. По-видимому, это один из механизмов, с помощью которого грейпфрутовый сок повышает биодоступность различных лекарственных средств, помимо его ингибирующего действия на метаболизм при первом прохождении.

### Взаимодействия, основанные на распределении
Лекарственные препараты могут оказывать влияние друг на друга, конкурируя за транспортные белки в плазме, такие как альбумин. В этих случаях препарат, который поступает первым, связывается с белками плазмы, оставляя другой препарат растворенным в плазме, изменяя его концентрацию. Организм обладает механизмами противодействия таким ситуациям (например, путем увеличения клиренса из плазмы крови), и поэтому они обычно не имеют клинического значения. Но они могут стать актуальными при наличии проблем с выведением лекарственных средств.

### Взаимодействия, основанные на метаболизме

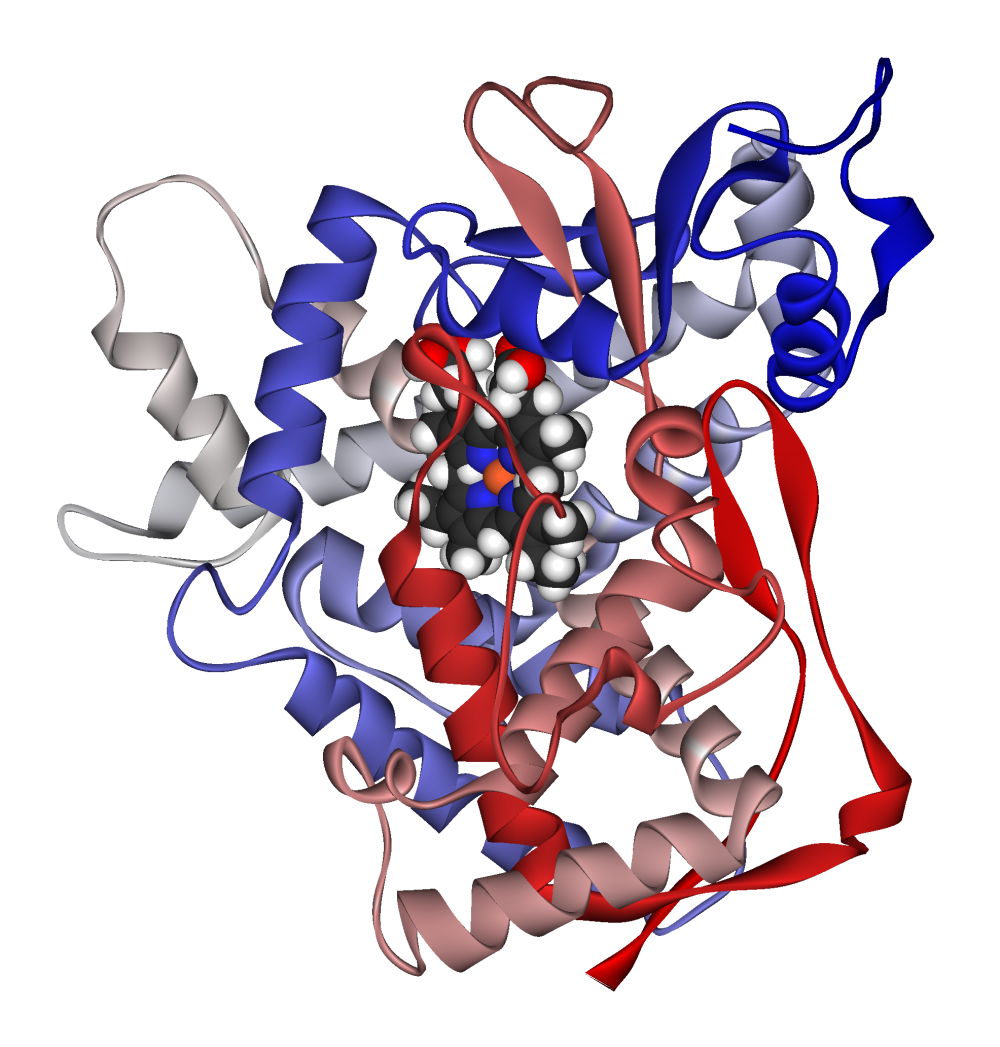
Изофермент цитохрома Р450 2С9 с гем-группой в центре фермента

Многие лекарственные взаимодействия обусловлены изменениями в метаболизме лекарственных средств. Кроме того, ферменты, метаболизирующие лекарственные препараты в организме человека, как правило, активируются за счет взаимодействия с ядерными рецепторами. Одной из важных систем, участвующих в метаболических взаимодействиях лекарственных средств, является ферментная система, включающая оксидазы цитохрома Р450.

#### CYP450
Цитохром Р450— это очень большое семейство гемопротеинов, которые характеризуются ферментативной активностью и играют ключевую роль в метаболизме большого количества препаратов. Из различных семейств, присутствующих в организме человека, наибольший интерес представляют семейства 1, 2 и 3, а наиболее важными ферментами являются CYP1A2, CYP2C9, CYP2C19, CYP2D6, CYP2E1] и CYP3A4. Большинство ферментов также участвуют в метаболизме эндогенных веществ, таких как стероиды или половые гормоны, что важно в случае вмешательства в обмен этих веществ. Функция ферментов может как стимулироваться (индукция ферментов), так и подавляться (ингибирование ферментов).

#### Взаимодействия посредством ферментативного ингибирования и индукции
Если препарат А метаболизируется ферментом CYP450, а препарат В ингибирует активность этих ферментов, это может привести к изменениям фармакокинетики препарата А. Это изменение приводит к тому, что лекарственное средство А остается в кровотоке в течение длительного времени, и в конечном итоге его концентрация увеличивается.
В некоторых случаях ингибирование может снизить терапевтический эффект, если за него ответственны именно метаболиты препарата.
Вещества, индуцирующие ферменты, могут оказывать противоположный эффект и увеличивать скорость метаболизма.

#### Примеры взаимодействий, основанных на метаболизме
Примеры взаимодействия приведены для фермента CYP1A2, где указаны субстраты (лекарственные средства, метаболизируемые этим ферментом), а также некоторые индукторы и ингибиторы его активности.
| Препараты, связанные с CYP1A2                                          |                                                    |                                                         |
| Cубстрат                                                               | Ингибитор                                          | Индуктор                                                |
| - Кофеин - Теофиллин - Фенацетин - Кломипрамин - Клозапин - Тиоридазин | - Омепразол - Никотин - Циметидин - Ципрофлоксацин | - Фенобарбитал - Флувоксамин - Венлафаксин - Тиклопидин |

Некоторые пищевые продукты также действуют как индукторы или ингибиторы ферментативной активности. В следующей таблице приведены наиболее распространенные.
| Пищевые продукты и их влияние на метаболизм лекарственных средств            |                                                 | |
| Пищевые продукты                                                             | Механизим                                       | Влияние на лекарственное средство |
| - Авокадо - Капустные (брюссельская капуста, брокколи, белокочанная капуста) | Ферментативный индуктор                         | Аценокумарол, варфарин |
| Грейпфрутовый сок                                                            | Ферментативный ингибитор                        | - Блокаторы кальциевых каналов: нифедипин, фелодипин, нимодипин, амлодипин - Циклоспорин, такролимус - Терфенадин, астемизол - Цизаприд, пимозид - Карбамазепин, саквинавир, мидазолам, алпразолам, триазолам |
| Соя                                                                          | Ферментативный ингибитор                        | Клозапин, галоперидол, оланзапин, кофеин, нестероидные противовоспалительные препараты, фенитоин, зафирлукаст, варфарин                                                                                       |
| Чеснок                                                                       | Повышает антитромбоцитарную активность          | - Антикоагулянты - Нестероидные противовоспалительные препараты, ацетилсалициловая кислота |
| Женьшень                                                                     | Не определён                                    | Варфарин, гепарин, ацетилсалициловая кислота и нестероидные противовоспалительные препараты |
| Гинкго                                                                       | Сильный ингибитор фактора агрегации тромбоцитов | Варфарин, ацетилсалициловая кислота и нестероидные противовоспалительные препараты |
| Зверобой продырявленный                                                      | Ферментативный индуктор (CYP450)                | Варфарин, дигоксин, теофиллин, циклоспорин, фенитоин и антиретровирусные препараты |
| Эфедра, препараты Хвойника китайского                                        | Агонист рецепторного уровня                     | Ингибиторы моноаминоксидазы, стимуляторы центральной нервной системы, алкалоиды эрготамины и ксантины |
| Кава (Перец опьяняющий)                                                      | Неизвестно                                      | Леводопа |
| Имбирь                                                                       | Ингибирует тромбоксансинтетазу (in vitro)       | Антикоагулянты |
| Ромашка                                                                      | Неизвестно                                      | Бензодиазепины, барбитураты и опиоиды |
| Боярышник                                                                    | Неизвестно                                      | Бета-адренергические антагонисты, цизаприд, дигоксин, хинидин |

### Взаимодействия, основанные на выведении

#### Выведение почками и желчью
Препараты, прочно связанные с белками (то есть не находящиеся в свободной форме), не выводятся почками. Фильтрация зависит от ряда факторов, включая рН мочи. Лекарственные взаимодействия могут повлиять на эти показатели.

## Взаимодействия с растительными препаратами
Взаимодействие растительных препаратов и обычных лекарств (содержащих молекулу химического происхождения) могут быть более распространенными, чем взаимодействия между обычными препаратами, поскольку растительные препараты часто содержат несколько фармакологически активных ингредиентов, в то время как обычные лекарства обычно содержат только один. Некоторые из таких взаимодействий являются клинически значимыми, но большинство не имеет серьёзных последствий. Наиболее распространенными являются взаимодействия растительных препаратов и варфарина, инсулина, аспирина, дигоксина и тиклопидина из-за их узкого терапевтического индекса. Наиболее распространены в таких взаимодействиях зверобой, содержащий магний, кальций, железо, или гинкго.

### Примеры
Примеры взаимодействия лекарственных растений (включая, но не ограничиваясь указанным).
- Зверобой продырявленный влияет на выведение из организма многих лекарственных препаратов, включая циклоспорин, антидепрессанты СИОЗС, дигоксин, индинавир[англ.] и фенпрокумон[англ.][19]. Он также может взаимодействовать с противоопухолевыми препаратами иринотеканом и иматинибом[24].
- Шалфей краснокорневищный[англ.] может усиливать антикоагулянтную терапию и кровоточивость у людей, принимающих варфарин[20].
- Было обнаружено, что чеснок снижает концентрацию саквинавира в плазме крови и может вызывать гипогликемию при одновременном применении с хлорпропамидом[англ.][20].
- Гинкго в сочетании с варфарином или аспирином может вызвать кровотечение[20].
- Сообщалось, что одновременное употребление эфедры[англ.] и кофеина в редких случаях приводит к летальному исходу[25].

### Механизмы
Механизмы, лежащие в основе большинства взаимодействий лекарственных растений и лекарственных средств, до конца не изучены. Взаимодействие между растительными лекарственными средствами и противоопухолевыми препаратами обычно связано с участием ферментов, которые метаболизируют цитохром Р450. Например, было показано, что зверобой продырявленный индуцирует CYP3A4 и P-гликопротеин in vitro и in vivo.

## Факторы, лежащие в основе лекарственных взаимодействий
Фактором, располагающим к лекарственным взаимодействиям, относят пожилой возраст. Например, с возрастом ухудшаются функции печени, почек, передача нервных сигналов и работа костного мозга. Кроме того, в пожилом возрасте снижается чувствительность, что повышает вероятность ошибок при приеме лекарств. Пожилые люди также более подвержены полипрагмазии, и чем больше лекарств принимает пациент, тем выше риск взаимодействия между ними.
Генетические факторы также могут влиять на ферменты и рецепторы, изменяя возможность взаимодействия.
Пациенты с заболеваниями печени или почек могут испытывать трудности с метаболизмом и выведением лекарств, что может усугубить эффект взаимодействия.
Некоторые лекарства представляют риск для взаимодействия из-за узкого терапевтического индекса, когда разница между эффективной дозой и токсической дозой мала. Примером такого лекарства является дигоксин.
Риски также увеличиваются, когда лекарство имеет крутую кривую «доза— эффект», и небольшие изменения в дозировке приводят к большим изменениям концентрации лекарства в плазме крови.

## Эпидемиология
По состоянию на 2008год среди взрослого населения Соединённых Штатов Америки старше 56 лет 4 % принимали лекарства и/или добавки, которые подвергали их риску серьёзного лекарственного взаимодействия. С течением времени возросло количество потенциальных взаимодействий между лекарствами. Влияющими факторами также могут быть грамотность населения, возраст, пол, место жительства, сопутствующие заболевания.

### Комментарии
1. ↑  Под термином «эффективная доза» обычно понимают минимальное количество лекарственного средства, необходимое для достижения требуемого эффекта; токсическая доза— это минимальное количество лекарственного средства, оказывающее токсическое воздействие.